# Uprawa współrzędna

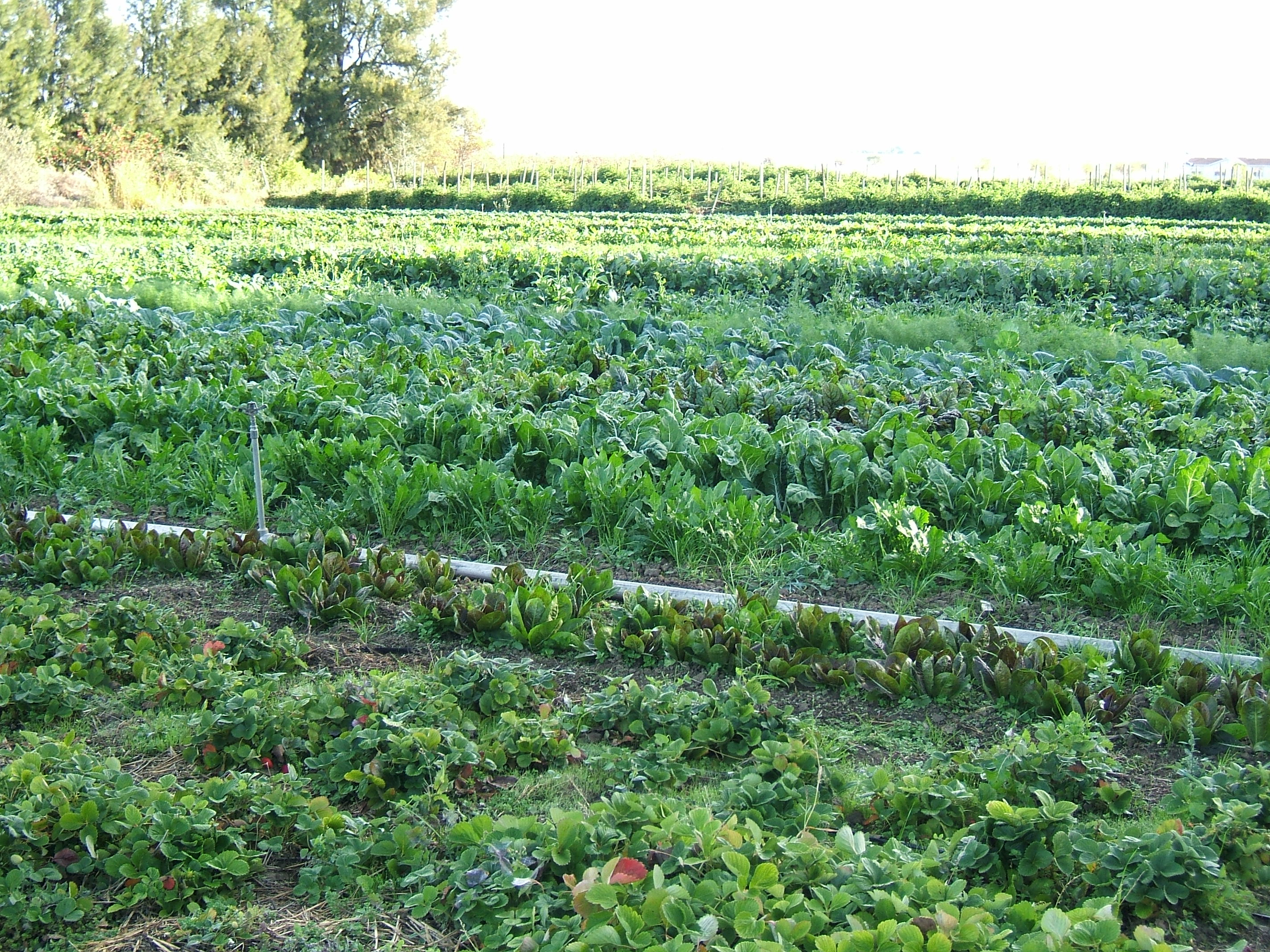
System upraw współrzędnych

Uprawa współrzędna – jedna z nowoczesnych metod gospodarowania w rolnictwie polegająca na uwzględnianiu zarówno wysokości plonu, jak i jego jakości oraz wpływu gospodarowania na środowisko przyrodnicze. W uprawie współrzędnej na jednym polu uprawiane są dwa lub więcej gatunki roślin w tym samym czasie. Pozwala to nie tylko uzyskać wyższy plon lecz w sprzyjających warunkach także ograniczyć występowanie chorób roślin. Uprawa współrzędna jest stosowana w wielu regionach świata od długiego czasu. W celu umożliwienia tej formy uprawy przy wykorzystaniu maszyn rolniczych wprowadzono uprawę współrzędną pasową. Pozwala to na rezygnację z monokultur, które sprzyjają masowemu rozwojowi agrofagów oraz prowadzą do wyczerpania składników pokarmowych i zwiększania liczebności niektórych gatunków chwastów. System upraw współrzędnych pozwala wykorzystać czynniki ekologiczne do ochrony gleby przed erozją, nadmiernym wysuszeniem, ograniczyć ilość szkodników oraz występowanie części chwastów.